# Rockford (Iowa)
Rockford ist eine Kleinstadt mit dem Status „City“ im Floyd County des US-amerikanischen Bundesstaats Iowa.
Das U.S. Census Bureau hat bei der Volkszählung 2020 eine Einwohnerzahl von 758 ermittelt.

## Geographie
Rockford liegt im mittleren Nordosten Iowas an der Mündung des Winnebago River in den Shell Rock River, der über den Cedar River und den Iowa River zum Stromgebiet des Mississippi gehört. Die Grenze zu Minnesota verläuft rund 50 km nördlich, während der Mississippi rund 160 km östlich die Grenze Iowas zu Wisconsin bildet.
Die Stadt erstreckt sich über eine Fläche von 1,63 km² und ist die größte Ortschaft der Rockford Township.
Nachbarorte von Rockford sind Rudd (11,7 km nordnordöstlich), Charles City (23,8 km östlich), Marble Rock (15,6 km südöstlich), Greene (26 km in  der gleichen Richtung), Dougherty (22,3 km südwestlich), Rockwell (17 km westsüdwestlich) und Nora Springs (15,2 km nordnordwestlich).
Die nächstgelegenen größeren Städte sind die Twin Cities in Minnesota (Minneapolis und Saint Paul) (257 km nördlich), Rochester in Minnesota (140 km nordnordöstlich), La Crosse in Wisconsin (209 km ostnordöstlich), Wisconsins Hauptstadt Madison (331 km östlich), Dubuque an der Schnittstelle der Staaten Iowa, Wisconsin und Illinois (233 km ostsüdöstlich), Waterloo (103 km südöstlich), Cedar Rapids (190 km in der gleichen Richtung) und Iowas Hauptstadt Des Moines (203 km südsüdwestlich).

## Verkehr
Der zum Freeway ausgebaute U.S. Highway 18 und der hier auf einem gemeinsamen Streckenabschnitt verlaufende Iowa State Highway 27 führen rund 8 km nördlich an Rockford vorbei. Alle weiteren Straßen sind untergeordnete Landstraßen, teils unbefestigte Fahrwege sowie innerörtliche Verbindungsstraßen.
In Nordwest-Südost Richtung verläuft eine Eisenbahnstrecke der Iowa Interstate Railroad (IAIS) durch das Stadtgebiet von Rockford.
Mit dem Mason City Municipal Airport (45 km westnordwestlich) und dem Northeast Iowa Regional Airport (30 km östlich) befinden sich zwei kleine Flugplätze in der Umgebung. Der nächste Verkehrsflughafen ist der 96 km südsüdöstlich gelegene Waterloo Regional Airport, von wo aus durch Zubringerflüge mehrerer Fluggesellschaften Anschluss an die Großflughäfen Chicago O’Hare und Minneapolis-Saint Paul besteht.

## Bevölkerung
Nach der Volkszählung im Jahr 2010 lebten in Rockford 860 Menschen in 374 Haushalten. Die Bevölkerungsdichte betrug 527,6 Einwohner pro Quadratkilometer. In den 374 Haushalten lebten statistisch je 2,3 Personen.
Ethnisch betrachtet setzte sich die Bevölkerung zusammen aus 99,1 Prozent Weißen, 0,2 Prozent Afroamerikanern, 0,1 Prozent (eine Person) amerikanischen Ureinwohnern sowie 0,1 Prozent Asiaten; 0,5 Prozent stammten von zwei oder mehr Ethnien ab.
25,5 Prozent der Bevölkerung waren unter 18 Jahre alt, 56,7 Prozent waren zwischen 18 und 64 und 17,8 Prozent waren 65 Jahre oder älter. 51,4 Prozent der Bevölkerung waren weiblich.
Das mittlere jährliche Einkommen eines Haushalts lag bei 41.667 USD. Das Pro-Kopf-Einkommen betrug 22.089 USD. 15,2 Prozent der Einwohner lebten unterhalb der Armutsgrenze.

## Persönlichkeiten
- Robert James Waller (1939–2017) – Autor, Fotograf und Musiker, geboren und aufgewachsen in Rockford